# Graoully
Le Graoully  (parfois écrit Graouli, Graouilly, Graouilli ou Graully) est un animal mythique à l'apparence d'un dragon, vivant dans l'arène de l'amphithéâtre de Metz, qui aurait dévasté la ville avant d’être chassé par Saint Clément de Metz, premier évêque de la ville au IIIe siècle. Cette légende représente symboliquement la destruction des religions païennes — traditionnellement représentées par la figure du serpent et du dragon — et leur remplacement par le christianisme.

## Légende

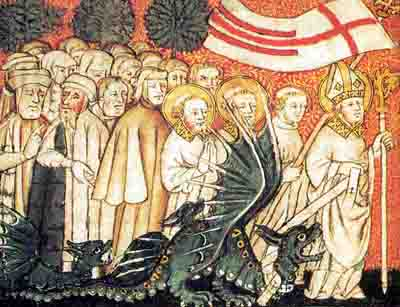
Saint Clément, premier évêque de Metz, conduit le Graoully sur les bords de la Seille.

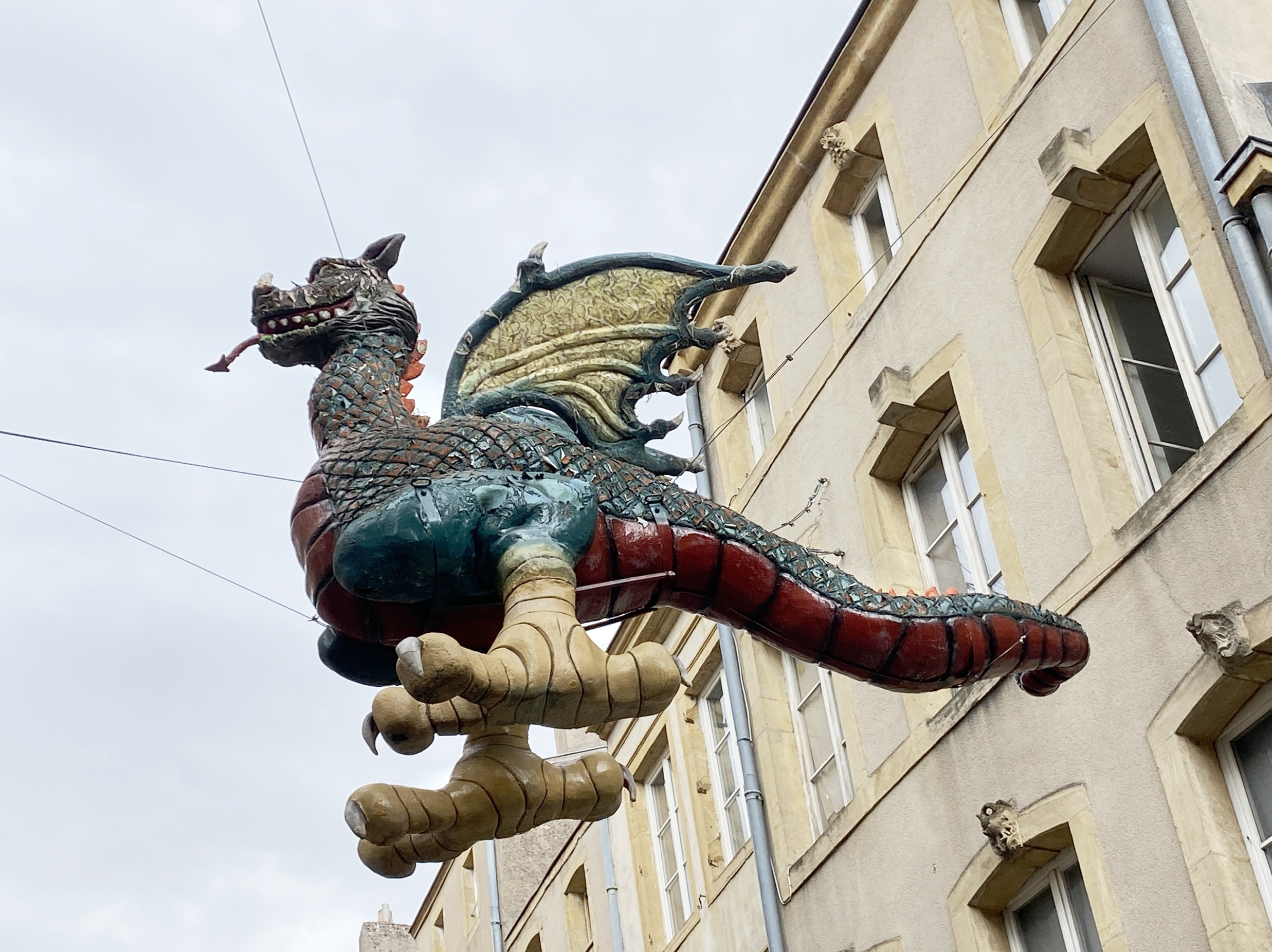
Le Graoully de la rue Taison à Metz.

La première version de la légende de Saint Clément de Metz date de la fin du Xe siècle. Saint Clément est envoyé par saint Pierre pour évangéliser Metz. Mais des serpents installés dans l'amphithéâtre empoisonnent l'air de leur souffle venimeux et interdisent ainsi l'accès à la ville. Après avoir dit la messe et communié, saint Clément se rend à l'amphithéâtre, soumet les serpents d'un signe de croix, puis il lie le plus grand de son étole et le conduit au bord de la Seille. Là, il lui ordonne de quitter les terres habitées avec les siens. Depuis ce jour il n'y a plus aucune bête nuisible dans l'amphithéâtre. Ce dernier élément de la légende est une tradition locale rapportée par Paul Diacre dans ses Gesta episcoporum Mettensium, écrits entre 783 et 786. L'auteur de la légende de saint Clément s'inspire de plusieurs vies de saints sauroctones pour écrire l'épisode du combat contre les serpents.
Tout n’est pas inventé dans la légende de Saint Clément et du Graoully. Saint Clément, d’origine romaine, vint à Metz vers 260 et installa en effet sa première cathédrale dans l’amphithéâtre abandonné. Le dragon imaginaire, qui selon la légende hantait les lieux, symbolisait le péché et le paganisme qui régnait dans la région,.
La légende évolue entre le XIe et le XVIe siècle. Le « plus grand des serpents » devient un dragon buveur de sang envoyé par Dieu pour punir les Messins de leurs débauches. Saint Clément, envoyé pour délivrer Metz du monstre, le noie purement et simplement dans la Seille.

## Étymologie
Le vocable renvoie très vraisemblablement à une origine germanique, avec la signification de monstrueux, horrible, terrifiant ; graulich, gruselich sont attestés dans divers dialectes de Moselle germanophone (en allemand moderne gräulich parfois greulich). Au fil des siècles, cet adjectif s'est décliné en plusieurs prononciations et orthographes.

## Procession

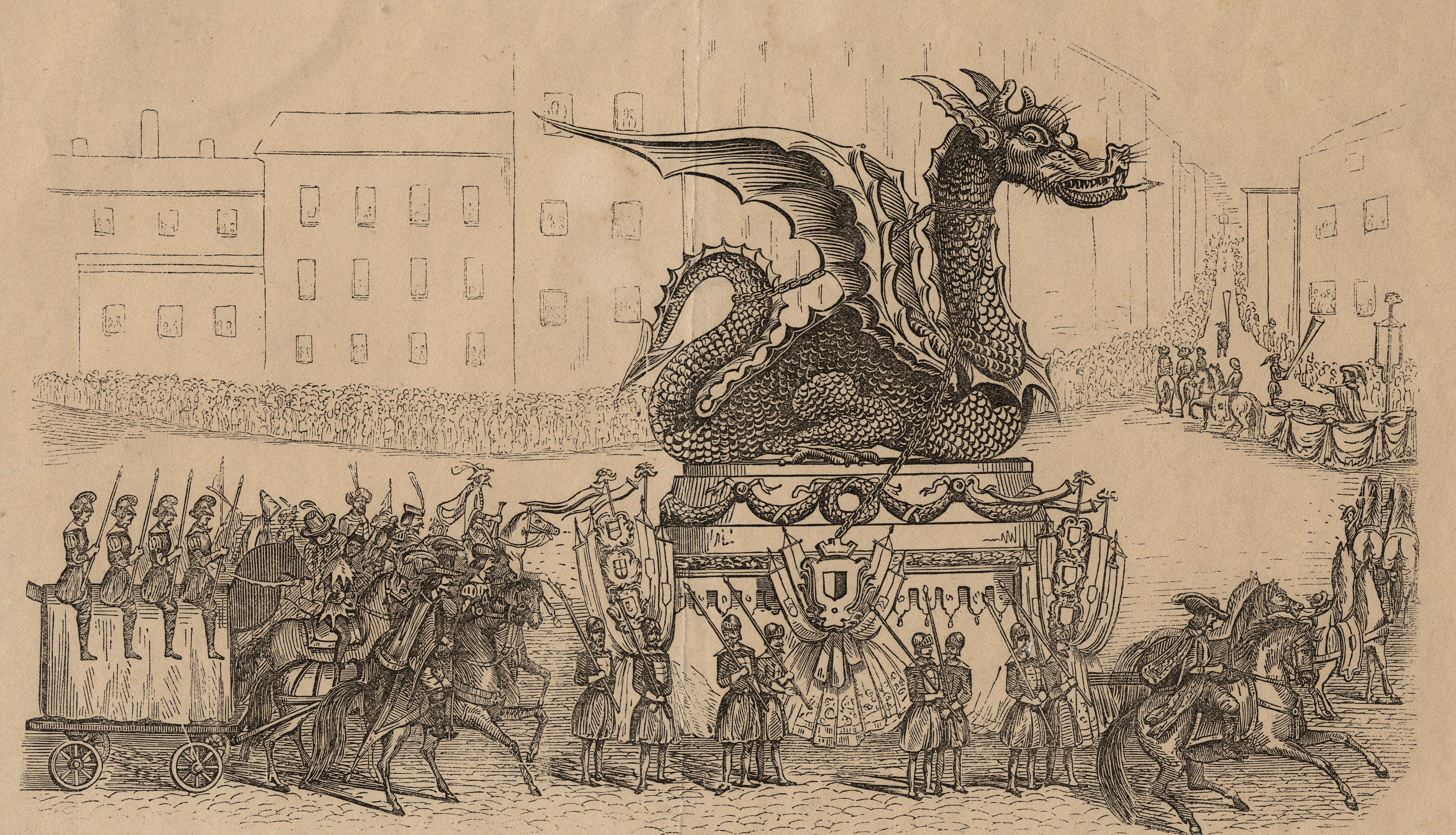
Procession du Graoully, image populaire, 1830/1842, Bibliothèques-Médiathèques de Metz

Entre le XIIe siècle et la Révolution française, la légende de saint Clément était commémorée par une procession à la Saint-Marc et aux rogations, adaptation locale de la tradition romaine du Manducus. Son effigie, sous la forme d’un dragon était promenée dans toute la ville avant d’être fouettée par les enfants. 
« C’était une effigie monstrueuse, ridicule, hideuse et terrible aux petits enfants, ayant les yeux plus grands que le ventre, et la tête plus grosse que tout le reste du corps, avec amples, larges et horrifiques mâchoires bien endentelées, tant au-dessus comme au-dessous, lesquelles, avec l’engin d’une petite corde cachée dedans le bâton doré, l’on faisait l’une contre l’autre terrifiquement cliqueter, comme à Metz l’on fait du dragon de saint Clément. » (François Rabelais, Quart Livre) L'appellation de « Graully » pour désigner cette effigie est attestée dès 1546.

## Représentation

Sur le blason du Sablon (commune sur laquelle l'amphithéâtre se trouvait et où le dragon aurait été terrassé), figure la représentation héraldique du Graoully, transpercé de la crosse de saint Clément.

On peut aujourd’hui le voir représenté dans la crypte de la Cathédrale Saint-Étienne de Metz. Il figure aussi sur les blasons du Football Club de Metz (jusqu'en 2021), du Rugby Club de Metz Moselle et du Hockey Club de Metz, de l’École nationale d'ingénieurs de Metz et du lycée Louis Vincent. La plus vieille sculpture connue à ce jour se situe au 10 rue Chèvremont, sur la maison du serpent.
On trouve de manière quasi permanente une effigie du Graoully suspendue au-dessus de la rue Taison, non loin de la cathédrale. L'on invoque le Graoully, comme origine potentielle de la toponymie de cette rue qui effrayait des générations d’enfants. Aussi les habitants n’osaient sortir dans cette rue la nuit, de peur de rencontrer le terrible dragon, avertissant : « Taisons, taisons-nous, voilà le Graoully qui passe ! '».
On retrouve également une représentation du Graoully sur une maison de la rue de la Marne à Sarrebourg et dans une salle du château du Haut-Koenigsbourg.

## Approche géomythologique
Selon l'approche géomythologique, l'histoire de ce dragon local de la ville de Metz pourrait avoir pour origine la découverte de restes de reptiles fossiles dans la région, de type Ichthyosaure,.